# Arzu Bazman
Arzu Bazman, née le 12 décembre 1977 à Berlin, est une actrice allemande d'origine turque.

## Biographie
Son rôle le plus connu, depuis la France[réf. nécessaire], est celui de Ramona dans la série télévisée allemande Les Allumeuses.

## Filmographie
- 2013 : 300 Worte Deutsch de Züli Aladağ : Daisy